# Lista de filmes portugueses de 1948
Lista de filmes portugueses de longa-metragem lançados comercialmente em Portugal em 1948, nas salas de cinema.
Notas: Na secção coprodução, passando o cursor sobre a bandeira aparecerá o nome do país correspondente.
| # | Filme                           | Realização                        | Género           | Estreia         | Coprodução |
| - | ------------------------------- | --------------------------------- | ---------------- | --------------- | ---------- |
| 1 | Amanhã Como Hoje                | Mariano Pombo                     | Drama            | 19 de agosto    | Espanha    |
| 2 | Fado, História d'uma Cantadeira | Perdigão Queiroga                 | Drama, musical   | 16 de fevereiro | —          |
| 3 | Um Grito na Noite               | Carlos Porfírio                   | Drama            | 23 de fevereiro | —          |
| 4 | Não Há Rapazes Maus             | Eduardo García Maroto João Mendes | Drama, biografia | 22 de dezembro  | —          |
| 5 | Serra Brava                     | Armando de Miranda                | Drama            | 13 de maio      | —          |
| 6 | Sonho de Amor                   | Carlos Porfírio                   | Comédia          | 25 de agosto    | —          |